# ライヴ・イン・サンフランシスコ (ジョー・サトリアーニのアルバム)
『ライヴ・イン・サンフランシスコ』（Live in San Francisco）は、アメリカ合衆国のギタリスト、ジョー・サトリアーニが2000年に録音・2001年に発表したライブ・アルバム。

## 背景
サンフランシスコのフィルモア・オーディトリアムにおける公演を収録しており、当初はテレビ番組『Live! at the Fillmore』に3曲分の映像を提供する目的でビデオ・シューティングが行われたが、最終的には全編をCDおよびDVDとしてリリースすることになった。デビュー作『ノット・オブ・ディス・アース』（1986年）から当時の最新作『エンジンズ・オブ・クリエーション』（2000年）に至るまでの全アルバムから選曲されている。なお、本作のクレジットには厳密な録音年月日が記載されていないが、サトリアーニの公式サイトによれば、『エンジンズ・オブ・クリエーション』のリリースに伴うツアーのうち2000年12月28日および29日の2日連続でフィルモア公演が行われている。

## 反響・評価
母国アメリカではBillboard 200入りを果たせなかったが、フランスでは2週連続でトップ200入りし、最高69位を記録した。
第44回グラミー賞では、本作からの「オールウェイズ・ウィズ・ミー・オールウェイズ・ウィズ・ユー」が最優秀ロック・インストゥルメンタル・パフォーマンス賞にノミネートされた。William Ruhlmannはオールミュージックにおいて5点満点中4点を付け「当時まだ正式なベスト・アルバムが発売されていなかったアーティストの、完璧な入門編」「彼の徹底的にビブラートを効かせた演奏と、湿り気のあるサステインを効かせたサウンドは、どんな曲においても一貫しているが、一般的に速弾きギタリストとみなされているとはいえ、驚くほど詩的な表現も度々見せている」と評している。

## 収録曲
特記なき楽曲はジョー・サトリアーニ作。

### ディスク1
1. タイム - Time - 8:10
2. デヴィルズ・スライド - Devil's Slide - 4:44
3. ザ・クラッシュ・オブ・ラヴ - The Crush of Love (Joe Satriani, John Cuniberti) - 5:04
4. サッチ・ブギー - Satch Boogie - 5:28
5. ボーグ・セックス - Borg Sex - 5:29
6. フライング・イン・ア・ブルー・ドリーム - Flying in a Blue Dream - 6:41
7. アイス9 - Ice 9 - 4:54
8. クール#9 - Cool #9 - 6:16
9. サークルズ - Circles - 4:20
10. アンティル・ウィ・セイ・グッバイ - Until We Say Goodbye - 5:36
11. セレモニー - Ceremony - 5:57
12. ジ・エクストリーミスト - The Extremist - 3:39
13. サマー・ソング - Summer Song - 8:46

### ディスク2
1. ハウス・フル・オブ・ブレッツ - House Full of Bullets - 6:55
2. ワン・ビッグ・ラッシュ - One Big Rush - 4:06
3. ラズベリー・ジャム・デルタv - Raspberry Jam Delta-V - 6:53
4. クリスタル・プラネット - Crystal Planet - 6:02
5. ラヴ・シング - Love Thing - 3:47
6. ベース・ソロ - Bass Solo (Stuart Hamm, Ludwig van Beethoven) - 6:28
7. ザ・ミスティカル・ポテト・ヘッド・グルーヴ・シング - The Mystical Potato Head Groove Thing - 6:24
8. オールウェイズ・ウィズ・ミー・オールウェイズ・ウィズ・ユー - Always with Me, Always with You - 3:50
9. ビッグ・バッド・ムーン - Big Bad Moon - 6:32
10. フレンズ - Friends - 4:07
11. サーフィング・ウィズ・ジ・エイリアン - Surfing with the Alien - 9:17
12. ルビナ - Rubina - 8:08

## 参加ミュージシャン
- ジョー・サトリアーニ - ギター、ハーモニカ、ボーカル
- エリック・カデュー - キーボード、リズムギター
- スチュアート・ハム - ベース
- ジェフ・キャンピテリ - ドラムス、パーカッション